# 구키자키정
구키자키정(茎崎町)은 이바라키현 이나시키군에 설치되었던 정이다. 도쿄도 특별구부로의 통근율은 21.2%·쓰쿠바시로의 통근율은 14.3%(모두 2000년 인구조사)으로 조사되었다.

## 지리
이바라키현의 남쪽에 위치하며 캐치프레이즈를 '물과 녹색의 풍부한 자연과 도시가 조화를 이루는 전원도시'로 하여 도쿄특별구에서 50㎞권에 위치한다. 쓰쿠바 시 남동쪽에 위치하며 쓰쿠바 연구 학원 도시의 일부를 구성하고 있다. 농촌 지대였으나 도쿄도 중심부의 뉴타운이 되면서 인구가 증가하였다. 해발고도는 최고점은 25m이고 최저점은 5m이다

## 인구
쓰쿠바 연구 학원 도시의 개발에 수반해 도쿄 특별구의 뉴타운이 되어 택지 조성된 결과 정촌제 시행 때보다 약 9배의 인구 증가가 되어 약 2800명 정도였던 인구가 약 2만 6000명이 되었다[4].그 사이 1975년 전후에는 택지 조성이 활발해지면서 인구 증가가 123.5%가 되어 전국 제일의 인구 증가율을 자랑하였다.그 결과 당 마을의 인구가 2배로 증가하여 단독으로 정으로 승격해 시행할 수 있을 정도로 성장하여 1983년 1월 1일에 구키자키정이 되었다. 정으로 승격한 후 인구가 계속 증가하여 2000년경까지 계속 증가하였다. 그러나 쓰쿠바시의 편입 합병 직전에는 약 2만5700명으로 감소 추세에 있었다.
| 조사명          | 조사년          | 인구     |
| --------------- | --------------- | -------- |
| 제10회 인구조사 | 1970년 10월 1일 | 6,461명  |
| 제11회 인구조사 | 1975년 10월 1일 | 8,308명  |
| 제12회 인구조사 | 1980년 10월 1일 | 16,856명 |
| 제13회 인구조사 | 1985년 10월 1일 | 22,577명 |
| 제14회 인구조사 | 1990년 10월 1일 | 25,070명 |
| 제15회 인구조사 | 1995년 10월 1일 | 26,315명 |

### 인구구성
- 1985년 제13회 인구조사에서는 당정의 평균연령이 31.5세이며, 사쿠라촌(현: 쓰쿠바시)를 필두로 다음으로 가시마정(현: 가시마시)가 두 번째이며, 당정이 세 번째로 젊은 마을이었다. 15세 미만의 연소 인구가 30.5%였고 65세 이상의 고령 인구는 6.5%였다

### 면적
- 24.48㎢

### 기후
- 온난한 기후다

| 항목           | 기록치     | 기록일          |
| -------------- | ---------- | --------------- |
| 연간평균기온   | 13.3℃      | 1951년 - 1980년 |
| 최고기온       | 37.0℃      | 1947년 8월      |
| 최저기온       | 영하17.0도 | 1952년 2월      |
| 연간평균강수량 | 1240.0mm   | 1951년 - 1981년 |
| 최고 강수량    | 265.1mm    | 1929년 9월      |

## 역사
- 1889년 4월 1일 - 정촌제 시행으로 가와치군 구키자키촌이 성립하였다.
- 1896년 - 가와치군, 시다군과 합병해 이나시키군이 되었다.
- 1974년 - 쓰쿠바시 편입까지 동사무소로 사용한 청사가 완공되었다.
- 1978년 - 1만명의 인구가 돌파하였다.
- 1983년 1월 1일 - 정으로 승격하였다.
- 2002년 11월 1일 - 쓰쿠바시에 편입되었다.

## 교통

### 도로
- 국도 제408호선